# SWR1

Historisches Logo der RP-Variante

Historisches Logo der BW-Variante

Früheres Logo des Senders

SWR1 ist ein öffentlich-rechtlicher Radiosender in Deutschland. Das Programmangebot des Südwestrundfunks ist in die beiden fast eigenständigen Programme SWR1 Rheinland-Pfalz und SWR1 Baden-Württemberg regionalisiert. Das Motto der beiden Sender lautet „Eins gehört gehört. SWR1.“

## Entwicklung
Die beiden SWR1-Programme gingen am 30. August 1998 im Zuge der Fusion des Südwestfunks (SWF) mit dem Süddeutschen Rundfunk (SDR) aus den Programmen SWF1 und SDR 1 hervor. Dabei wurde das ehemalige Sendegebiet von SWF1 auf Rheinland-Pfalz beschränkt und das Sendestudio nach Mainz verlegt, während das restliche Sendegebiet im südlichen Baden-Württemberg mit dem bisherigen Sendegebiet von SDR1 vereinigt wurde. Damit wurde die ehemalige Teilung Baden-Württembergs in die französische und amerikanische Besatzungszone, die von der politischen Nachkriegsordnung auf den Rundfunk übertragen wurde, auch im Rundfunk beseitigt.

## Programmkonzept
Beginnend mit den Morgensendungen ab 5 Uhr wird den Tag über ein Programm aus Mainz für Rheinland-Pfalz (SWR1 RP) und ein Programm aus Stuttgart für Baden-Württemberg (SWR1 BW) mit gleichem Programmschema produziert; als einen Anker mit Informations-Schwerpunkt gibt (gab) es die SWR1-aktuell-Sendungen um 12 Uhr und um 17 Uhr; denn der SWR hat keine flächendeckend über UKW verbreitete Informationswelle wie B5 aktuell. Eine Abweichung im Programmschema von BW zu dem von RP ist die Leute-Sendung, siehe unten.
Fester Bestandteil des Programms ist samstags von 14:03 bis 18:00 Uhr die Sendung Stadion, in der neben allgemeiner Sportberichterstattung insbesondere die ARD-Bundesligakonferenz übertragen wird. Nach dieser Fußball-Konferenz-Schaltung trennen sich SWR1 Rheinland-Pfalz und SWR1 Baden-Württemberg zu landesspezifischen Nachbetrachtungen der Bundesligaspiele „ihrer“ Vereine. Eine aktuell-Sendung um 17 Uhr gab es samstags noch nie.
Bis Ende Juni 2017 endete die Radioarbeit in den Landeshauptstädten um 19:30 Uhr (spätestens 20 Uhr), und das gemeinsame Abend- und Nachtprogramm wurde für beide Bundesländer aus Baden-Baden gesendet. Seit dem 1. Juli 2017 gibt es von Montag bis Freitag bereits ab 16 Uhr eine Sendung namens Der Tag (je für RP und für BW), die ähnlich wie eine Frühsendung Informationen aus der Politik, aus dem Land und aller Welt mit viel Musik verbindet (auch mit Hörerwünschen); und auch das folgende Abendprogramm ab 20:00 Uhr für beide Länder getrennt in Stuttgart und Mainz gemacht. Zum 22. April 2025 wird das Abendprogramm wieder gemeinsam gestaltet und auch für beide Länder ausgestrahlt. SWR1-aktuell um 17 Uhr gibt es nur noch sonntags.
Dis Sendung Die Nacht für beide Länder wird seitdem aus Stuttgart ausgestrahlt (zuvor Baden-Baden). Im Zuge dieser Umstrukturierung wurde die samstags zwischen 20:00 und 22:00 Uhr ausgestrahlte Hintergrundsendung Weitwinkel bei SWR1 beendet und wird seither nur noch im digitalen Nachrichtenprogramm SWR Aktuell gesendet (u. a. samstags gegen 9:05 Uhr). Die Nacht wird täglich von 0 bis 5 Uhr (Sonntag bis 6 Uhr) gesendet und von Bremen Eins und seit September 2023 von hr1 übernommen. Zum 12. Januar 2025 wurde diese eigenständige Sendung eingestellt. Seit 13. Januar 2025 übernehmen sowohl SWR1, als auch Bremen Eins und hr1 die ARD-Hitnacht.
Eine Hommage an den verstorbenen Moderator Thomas Schmidt ist die Umbenennung der Sendung Schmidts Samstag im Programm für Baden-Württemberg in „Bloß kein Stress“. Ein Zitat, mit dem Schmidt seine Hörer meist am Ende der Sendung verabschiedet hatte und heute von mehreren Moderatoren als „inoffizieller Claim“ des Senders aufgegriffen wird.

## Musik
Das Musikprogramm wird mit dem Slogan „Die größten Hits aller Zeiten“ beworben. Es besteht hauptsächlich aus englischsprachiger Mainstream-Pop- und Rockmusik der letzten 50 Jahre (Schwerpunkt: 1960–1990), ergänzt durch deutschsprachige Hits (von Herbert Grönemeyer, Peter Maffay, …), Musik aus dem europäischen Ausland (von Eros Ramazzotti, France Gall, …) sowie einige aktuelle Titel. Wichtige Interpreten sind beispielsweise die Beatles, die Hollies, ABBA, die Rolling Stones, die Bee Gees, Phil Collins, Elton John, Dire Straits, Tina Turner oder Simon and Garfunkel. Die SWR1-Programme richten sich an ein Kernpublikum von 40–55-jährigen Hörern und befinden sich damit zwischen den Zielgruppen von SWR3 und den SWR4-Landesprogrammen.
Die ursprüngliche Ausrichtung, die eine Einbeziehung der Zielgruppe der jungen Erwachsenen bedeutete, wurde nach schlechter werdenden Quoten korrigiert. Seitdem wird vielfach Musik aus den 70ern gespielt (Gilbert O’Sullivan, John Paul Young, The Rubettes, David Dundas, Harpo usw.), mit der die altersmäßig nach oben korrigierte Zielgruppe aufgewachsen ist. Die Quoten haben sich seitdem wieder verbessert.
Für Musikliebhaber bot SWR1 von 1999 bis Januar 2010 jeden Samstagabend zwischen 22 Uhr und Mitternacht von und mit Frank Laufenberg eine gleichnamige Sendung. Darin spielte er auch unbekanntere Musik, teilweise aus seiner Privatsammlung, und bot viele Hintergrundinformationen sowie Anekdoten zu den Interpreten und Liedern.
Seit 2003 gibt es bei SWR1 Baden-Württemberg jährlich Ende Oktober eine fünf Tage andauernde SWR1 Hitparade, bei der über 1000 Songs in einer durch vorherige Abstimmung bestimmten Reihenfolge gespielt werden. Eine ähnliche Hitparade findet seit 2006 auch bei SWR1 Rheinland-Pfalz statt. Ihre Ursprünge gehen auf die Top Tausend X im Jahr 1989 zurück (SDR 3, vgl. Top 2000 D).

## Wort
Gab es beim Vorgänger SDR1 noch zahlreiche Sendungen mit speziellen Inhalten (Bücher, Reise, Satire etc.), so sind die beiden SWR1-Wellen weitgehend als so genannte Tagesbegleitprogramme konzipiert: Einzelne Sendungen, obwohl jeweils mit eigenem Namen (Guten Morgen Baden-Württemberg/Rheinland-Pfalz, Der Vormittag, Der Nachmittag, …), zeichnen sich höchstens durch in Nuancen wahrnehmbare thematische Akzente aus, nicht jedoch durch grundlegend unterschiedliche inhaltliche Fokussierung. Wortbeiträge zu festen Sendeplätzen unterbrechen die Musik nur kurz. Die Inhalte reichen vom aktuellen Bericht über Reportagen, Kommentare, Umfragen, Service, Wetter, Interviews, Veranstaltungshinweise oder Comedy bis hin zum Gewinnspiel. Ist ein Bericht aus den SWR4-Regionalprogrammen von landesweitem Interesse, so greifen die SWR1-Programme auf diesen zurück.
Ausnahmen von der üblichen „Stundenuhr“ stellen die täglichen „Aktuell“-Sendungen mit einem höheren, auf tagesaktuelle Nachrichtenthemen eingeschränkten Wortanteil dar. Dazu kam auf dem Sendeplatz von 19:30 Uhr bis 20:00 Uhr eine Schwerpunktsendung mit dem Titel Thema heute, entweder gemeinsam aus Baden-Baden oder mit Landespolitik aus Stuttgart und parallel aus Mainz. Seit dem 1. Juli 2017 gibt es von 16:00 Uhr bis 20:00 Uhr die Sendung Der Tag in Baden-Württemberg/Rheinland-Pfalz. Darin werden die Geschehnisse vom Tag zusammengefasst. Das „Thema heute“ wird über den Tag in allen Sendungen zu hören sein, dadurch entfällt der Sendeplatz um 19:30 Uhr.
Sendungen, die von einer Fachredaktion allein gestaltet werden, sind der Radioreport Recht (Redaktion in Karlsruhe) und SWR1 Arbeitsplatz. Der SWR1 Radioreport Recht  wird dienstags von 22:05 Uhr bis 22:20 Uhr gesendet, für beide Bundesländer gemeinsam, ebenso wie der SWR1 Arbeitsplatz am Samstag ab 13:03 Uhr zu Themen aus dem Bereich Wirtschaft und Soziales.
Eine weitere Sendung mit spezieller thematischer Ausrichtung ist Leute, in der zwei Stunden lang ein Gast interviewt wird. 

## Jahreszeitliche Programme und Sendestrecken
Es gibt besonders bei SWR1 Baden-Württemberg einige sich jährlich wiederholende Sondersendungen, in denen das übliche Schema teilweise durchbrochen wird. Die seit 1989 jährlich gesendete Hitparade im Herbst, die 24 Stunden an fünf bis sechs Tagen „non-stop“ produziert wird, ist ein derartiges Sonderprogramm. Dazu kommt das SWR1-Gipfelradio nach Weihnachten von einem Sonder-Studio auf dem Feldberg im Schwarzwald. Des Weiteren wird an den „Närrischen Tagen“ das Programm für die Fas(t)nacht (schwäbisch-alemannisch „Fasnet“) bzw. dem Karneval etwas aufgelockert – in beiden Bundesländern/Sendern jeweils für sich.
Seit einigen Jahren organisiert der SWR ein Sommerfestival auf den Schlossplatz Stuttgart, das über mehrere Tage verteilt den öffentlichen Rundfunk mit Radio und TV dem Publikum präsentiert. Als Landessender bringen SWR1 und SWR4 (separat) viel Begleitung der Aktionen und großen Auftritte am Abend in ihrem Programm. Beim SWR in Mainz findet alljährlich ein Sommerfest mit zahlreichen Aktionen statt, bei dem auch das Funkhaus in einem Rundgang besichtigt werden kann. Hierbei haben die Besucher die Möglichkeit, beim Sendebetrieb von SWR1 und SWR4 live dabei zu sein.

## Moderatoren
- Baden-Württemberg und Rheinland-Pfalz mit je eigenem Programm:

| Baden-Württemberg - Stefanie Anhalt - Nabil Atassi - Adrian Beric - Thomas Buck - Doro Büttner - Sebastian Frisch - Julian Hammerstein - Rainer Hartmann - Torsten Helber - Kai Karsten - Cora Klausnitzer - Petra Klein - Katrin Kleinbrahm - Jochen Klink - Nicole Köster - Ingo Lege - Annett Lorisz - Julia Metzner - Patrick Neelmeier - Max Oehl - Stefan Orner - Janet Pollok - Christian Rönspies - Barbara Scherrer - Lena Sterr - Jochen Stöckle - Matthias Sziedat - Corvin Tondera-Klein - Birgit Wächter - Benedict Walesch - Jörg Witzsch - Silke Wolfgramm - Jens Wolters - Laura Zacharias | Rheinland-Pfalz - Andrea Ballschuh - Christian Balser - Niels Berkefeld - Veit Berthold - Torsten Buschmann - Claudia Deeg - Julia Gehrlein - Kathrin Goldberg - Ingrid Hansen - Frank Harbeck - Katja Heijnen - Armin Hering - Daniel Isengard - Frank Jenschar - Dave Jörg - Sandra Karch - Jürgen Kurth - Tim Liebl-Wachsmuth - Hanns Lohmann - Michael Lueg - Uschi Mathes - Frank Mühlenbrock - Achim Scheu - Patrick Schütz - Max Sprengart - Birgit Steinbusch - Steffi Stronczyk - Dörte Tebben - Steffi Vitt |

- Gemeinsam für Baden-Württemberg und Rheinland-Pfalz:

| Moderatoren von SWR1 Sonntagmorgen (sonntags 6:03 Uhr bis 10 Uhr) - Silke Arning - Hans Michael Ehl - Nela Fichtner - Petra Pfeiffer - Vanja Weingart Moderatoren von SWR1 Arbeitsplatz (samstags 13:03 bis 14 Uhr) - Uwe Bettendorf - Jenny Beyen - Michael Herr - Katha Jansen - Laura Koppenhöfer - Pascal Lechler - Sina Rosenkranz - Alexander Winkler | Moderatoren von SWR1 Stadion (samstags von 14:03 bis 18 Uhr bei SWR 1 BW (bei SWR1 RP bis 17:15 Uhr) während der Bundesligasaison, bei anderen Spielübertragungen in unregelmäßigen Abständen) - Kersten Eichhorn - Detlev Lindner - Achim Scheu - Jens Wolters - Julia Metzner |

## Empfang
- UKW, jeweils flächendeckend in Baden-Württemberg und Rheinland-Pfalz
- DAB +, jeweils flächendeckend in Baden-Württemberg (Kanal 8A und 8D (Süd) sowie Kanal 9D (Nord)) und Rheinland-Pfalz (Kanal 11A) im Netz der Digital Radio Südwest in beiden Verbreitungsgebieten im Standard DAB +
- Satellit
- Kabel
- Live-Stream im Internet, als AAC-Stream mit 48 oder 96 kbit/s und als MP3-Stream mit 128 kbit/s.